# کالا دل ساسو

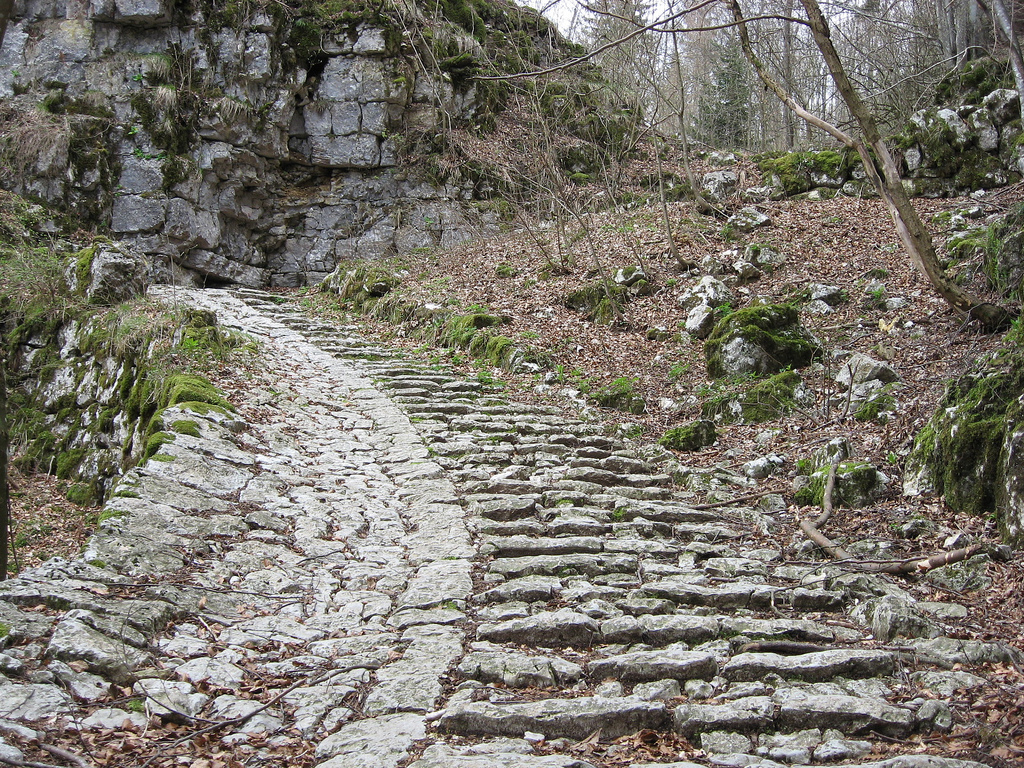

کالا دل ساسو (انگلیسی: Calà del Sasso) راهی است که از روستای آسیاگو به سمت شهر والستانیا، استان ویچنزا در شمال خاوری ایتالیا می‌گذرد.
این مسیر دارای ۴۴۴۴ پله است و طولانی‌ترین پلکان ایتالیا است. همچنین طولانی‌ترین مسیر پلکان جهان که عمومی است.